# Жезл (плоская кривая)
Жезл, литуус  — плоская трансцендентная кривая, определяемая уравнением (в полярной системе координат):
{\displaystyle \rho ={\frac {a}{\sqrt {\varphi }}}}
, где {\displaystyle \alpha } — некоторая постоянная константа.
Представляет собой частный случай архимедовой спирали {\displaystyle \rho =\alpha \phi ^{1/n}} при {\displaystyle n=-2}.

Вычисление кривизны спирали и угла наклона касательной совершаются по формулам:
{\displaystyle \kappa (\phi )=(8\phi ^{2}-2){\biggl (}{\frac {\phi }{1+4\phi ^{2}}}{\biggr )}^{3/2}}
{\displaystyle \tau (\phi )=\phi -\tan ^{-1}(2\phi )}
Кривая стремится из бесконечности (где она асимптотически приближается к горизонтальной оси) к точке {\displaystyle (0;0)}, закручиваясь вокруг неё по спирали против часовой стрелки. Размер спирали определяется коэффициентом {\displaystyle a}. Имеет одну точку перегиба — {\displaystyle \textstyle \left({\frac {1}{2}};a{\sqrt {2}}\right)}.
Кривая относится к алгебраическим спиралям.

## История
Кривая была описана Роджером Котсом в сборнике работ под названием «Гармонические измерения» (лат. Harmonia Mensurarum, 1722), опубликованном 6 лет спустя после его смерти. Котс назвал её литуусом — из-за сходства с жезлом древнеримских авгуров.

## см. также
Спираль